# Kamieńsk (plaats)
Kamieńsk is een stad in het Poolse woiwodschap Łódź, gelegen in de powiat Radomszczański. De oppervlakte bedraagt 11,99 km², het inwonertal 2832 (2005).

## Verkeer en vervoer
- Station Kamieńsk

## Geboren
- Jacek Krzynówek (15 mei 1976), voetballer